# S40-es személyvonat
Az S40-es személyvonat Budapest-Déli pályaudvar és Dombóvár közötti elővárosi vonat, Budapest és Pusztaszabolcs között általában egyesítve közlekedik az S42-es személyvonattal, míg a munkanapi betétjáratok csak Százhalombattáig közlekednek. Vonatszámuk négyjegyű, 40-nel (sárbogárdi), 41-gyel (pusztaszabolcsi), 43-mal (százhalombattai) és 80-nal (pincehelyi/dombóvári) kezdődik. A viszonylaton szinte kizárólag Stadler FLIRT motorvonatok járnak, kivéve néhány munkanapi járatot, amely 431-es mozdony vontatású Halberstadti kocsikból állnak.

## Története
2013-ban elkezdték bevezetni a viszonylatjelzéseket a budapesti vasútvonalakon. Az augusztusi próbaüzemet követően december 15-től a Déli pályaudvarra érkező összes vonat S-, G- vagy Z- előtagot (Személy, Gyors, Zónázó) és kétjegyű számból álló utótagot kapott. Ekkor lett a 40a vonalon közlekedő, addig elnevezés nélküli személyvonat S40-es jelzésű. Kezdetben csak Pusztaszabolcsig közlekedett, majd a 2014 decemberi menetrendváltástól a közvetlen kocsis dunaújvárosi/dombóvári vonatok bevezetése után már Dombóvárig közlekedik. A 2016 decemberi mendetrendváltás óta munkanapi csúcsidőben egyes járatok sárbogárdi vonatrészt is továbbítanak, Budapest és Sárbogárd között óránkénti követést biztosítva. 2020 decemberétől a reggeli Budapest irányú betétjárat induló állomása Sárbogárd helyett Pincehely lett.
2018. február 15-étől 2019. március 31-ig Kelenföld és Érd felső szakaszon pályafelújítás miatt a vonatok módosított menetrend szerint közlekedtek, Érd alsó – Tárnok – Érd felső útvonalon, tárnoki irányváltással. Ebben az időszakban a százhalombattai betétjáratok kimaradtak a menetrendből. 2019. április 1-jétől egy vágányon újraindult a közlekedés.
A 2021–2022. évi menetrendváltással G40-es gyorsított személyvonatok is közlekednek, ezek Budapest és Pusztaszabolcs között a kisebb utasforgalmú megállókat kihagyják. Százhalombattáról 2 új betétjáratot inditottak, amik csak Budapest-Kelenföld állomásig járnak. A menetrend 2022. áprilisi módosítása óta a dunaújvárosi vonatrészt nem továbbító sárbogárdi és dombóvári járatok a teljes útvonalon megegyező vonatszámot viselnek. Az esti, Dombóvár irányú G40-es a júniusi menetrendmódosítás óta Z40-es viszonylatszámmal zónázó vonatként közlekedik.
2022–2023. évi menetrendváltástól a Dombóvárig közlekedő járatok Sáregres, Belecska, Szárazd, Regöly, Dúzs és Csibrák megállóhelyeken csak feltételesen állnak meg.

## Útvonala
| 0   | Budapest-Déli végállomás  | 171 | 17, 56, 56A, 59, 59A, 59B, 61 21, 21A, 39, 102, 139, 140, 140A, 221 770 S10 , S12 , S30 , G30 , Z30 , S34 , S35 , Z40 , S42 , Z42 , IC, InterRégió, személyvonat, sebesvonat, gyorsvonat, expresszvonat, |
| 8   | Budapest-Kelenföld        | 164 | 1, 19, 49 8E, 40, 40B, 40E, 53, 58, 87, 87A, 88, 88A, 101B, 101E, 108E, 141, 150, 150B, 153, 154, 172, 173, 187, 188, 188E, 250, 250B, 251, 251A, 251E, 272 689, 691, 710, 712, 715, 720, 722, 724, 725, 727, 731, 732, 734, 735, 736, 760, 762, 763, 764, 767, 770, 774, 775, 778, 779, 798, 799 S10 , G10 , S12 , S30 , G30 , Z30 , S34 , S35 , S36 , G40 , Z40 , S42 , Z42 , G43 , G44 , IC, EC, EN, InterRégió, személyvonat, sebesvonat, gyorsvonat, expresszvonat, |
| 13  | Budafok                   | 154 | 33, 58, 114, 133E, 141, 158, 213, 214, 241, 241A, 250, 250B, 251, 251A 47, 56 S30 , S34 , S35 , S36 , S42 , G43 , G44 |
| 15  | Háros                     | 152 | 33, 114, 133E, 213, 214 S42 |
| 17  | Budatétény                | 150 | 13, 13A, 88, 101E, 113, 113A, 138, 150, 287 700 S42 , G43 , G44 |
| 19  | Barosstelep               | 148 | 13, 13A, 88, 113, 113A S42 , G43 , G44 |
| 21  | Nagytétény-Diósd          | 146 | 13, 33, 113, 113A S42 |
| 24  | Érdliget                  | 143 | S42 , G43 , G44 |
| 27  | Érd felső                 | 141 | 700, 705, 710, 712, 715, 720, 722, 731, 733, 734, 735, 736, 738, 741, 742, 744, 745, 746, 755 1120, 1134 G40 , S42 , Z42 , G43 , G44 |
| 31  | Érd                       | 137 | S42 , Z40 |
| 36  | Százhalombatta végállomás | 132 | 705, 708, 709, 710, 712, 715, 756 1120, 1134 G40 , Z40 , S42 , Z42 |
| 40  | Dunai Finomító            | 127 | 704, 705 1120 S42 |
| 45  | Ercsi                     | 123 | 704 S42 |
| 53  | Iváncsa                   | 115 | 8236 G40 , Z40 , S42 , Z42 |
| 69  | Pusztaszabolcs végállomás | 110 | 718, 750, 8234 G40 , Z40 , S42 , Z42 , S440 |
| 75  | Szabadegyháza             | 92  | 8032 G40 , Z40 |
| 80  | Sárosd                    | 87  | 8035, 8037, 8039 G40 , Z40 |
| 85  | Nagylók                   | 82  | 8039 G40 , Z40 |
| 93  | Sárbogárd végállomás      | 75  | Helyközi buszok G40 , Z40 , IC, InterRégió, személyvonat |
| 100 | Rétszilas                 | 65  | G40 , Z40 , S432 |
| 103 | Sáregres                  | 61  | G40 , Z40 , S431 |
| 112 | Simontornya               | 57  | 8066, 8271, 8310, 8333 G40 , Z40 , S431 , IC |
| 118 | Tolnanémedi               | 50  | G40 , Z40 |
| 124 | Pincehely végállomás      | 45  | Helyközi buszok G40 , Z40 , IC |
| 127 | Belecska                  | 38  | G40 , Z40 |
| 132 | Keszőhidegkút-Gyönk       | 35  | Helyközi buszok G40 , Z40 |
| 134 | Szárazd                   | 31  | G40 , Z40 |
| 136 | Regöly                    | 29  | G40 , Z40 |
| 141 | Szakály-Hőgyész           | 26  | Helyközi buszok G40 , Z40 |
| 144 | Dúzs                      | 19  | G40 , Z40 |
| 148 | Csibrák                   | 15  | G40 , Z40 |
| 151 | Kurd                      | 13  | Helyközi buszok G40 , Z40 |
| 157 | Döbrököz                  | 7   | Helyközi buszok G40 , Z40 |
| 167 | Dombóvár végállomás       | 0   | 1, 1A, 2, 2A, 10, 11, 21 Helyközi buszok G40 , IC |